# Зарудный, Александр Викторович (капитан 1-го ранга)
Александр Викторович Зарудный (27 августа 1874 — не ранее 1921) — русский морской офицер, капитан 1-го ранга. Участник Первой мировой войны и Гражданской войны в России. Командир линкора "Синоп". В Добровольческой армии, в Русской армии Врангеля. В эмиграции.

## Биография
Родился 27 августа 1874 года в семье морского офицера-гидрографа, впоследствии вице-адмирала, Виктора Ивановича Зарудного (1828-1897). Закончил Морской кадетский корпус в 1894 году, мичман. Лейтенант (06.12.1898).  Участник русско-японской войны, в 1904 году артиллерийский офицер крейсера «Олег». Участник Цусимского сражения.
Окончил Николаевскую морскую академию в 1912 году, её дополнительный курс в 1913 году.
Участник Первой мировой войны. Капитан 2-го ранга, первый командир новейшего эсминца "Беспокойный" типа "Новик" (17 октября 1913 года — 1 марта 1915 года). Капитан 1-го ранга (6.12.1913). Первый выход с другими кораблями 1-го дивизиона Минной дивизии состоялся уже 22-25 октября 1914 года. В ходе боевого похода дивизион выполнил минную постановку в районе Босфора и обстрелял порт Зунгулдак. До завершения 1914 года «Беспокойный» совершил ещё 7 походов к берегам Турции для обстрела побережья Угольного района, уничтожения каботажных судов и минных постановок. 1915 год «Беспокойный» встретил в море.
С 18 января 1916 года командир линкора "Синоп", в должности до декабря 1917 года.
В 1918 году вступил в ряды флота Украинской державы. Военно-морской агент Украинской державы в Турции (с 12.08.1918). 
Участник Гражданской войны в России. Во ВСЮР с декабре 1918 года по январе 1919 года. Эвакуирован в начале 1920 года в Варну. 6 июля 1920 возвратился в Русскую Армию, в Севастополь на корабле «Румянцев». Эвакуирован из Крыма в ноябре 1920 года. В эмиграции в Турции, на 1921 год - член Союза морских офицеров в Константинополе.
Владел французским и английским языками.

## Награды
- орден Св. Станислава 2-й степени с мечами (18.06.1907) "за отличия в делах против неприятеля в минувшую войну"[2].